# Meic Stephens
Meic Stephens (23. července 1938 – 2. července 2018) byl velšský novinář, překladatel a básník. Narodil se ve vesnici Treforest nedaleko Pontypriddu a studoval na Aberystwythské a Bangorské univerzitě. V roce 1965 založil literární magazín Poetry Wales. Rovněž se věnoval pedagogické činnosti, vyučoval například na Glamorganské univerzitě a působil také na Univerzitě Brighama Younga v Utahu. Jeho synem byl rozhlasový moderátor Huw Stephens. Zemřel roku 2018 ve věku 79 let.